# Giselda Leirner
Giselda Leirner (São Paulo, 1928) é uma artista plástica, desenhista e escritora brasileira.

## Biografia
Filha de Isai e Felícia Leirner, irmã de Nelson Leirner e mãe de Sheila Leirner e Laurence Klinger. Frequentou cursos com grandes nomes das artes como Emiliano Di Cavalcanti, Yolanda Mohalyi e Poty Lazzarotto, assim como no Art Students League e na Parson School of Design, em Nova Iorque. Suas obras fazem parte do acervo do Museu de Arte de São Paulo (Masp), Museu de Jerusalém e outros.
Giselda é bacharel em Filosofia pela Universidade de São Paulo, com pós-graduação em filosofia da religião. Publicou quatro livros no Brasil, sendo o primeiro também editado na França em 2005.

## Acervos
- Embaixada do Brasil - Washington D.C. (Estados Unidos)
- Museo Municipal de Bellas Artes "Dr. Genaro Péez - Córdoba (Argentina)
- Museu de Arte Contemporânea da Universidade de São Paulo - MAC/USP - São Paulo SP
- Museu de Arte de São Paulo Assis Chateaubriand - Masp - São Paulo SP
- Museu de Arte Moderna de São Paulo - MAM/SP - São Paulo SP
- Museu de Arte Moderna do Rio de Janeiro - MAM/RJ - Rio de Janeiro RJ
- Museu de Jerusalém (Israel)
- Museu Ibero-Americano de Arte Contemporânea - Madri (Espanha)
- Pinacoteca do Estado de São Paulo - Pesp - São Paulo SP

## Exposições individuais
- 1958 - São Paulo SP - Individual, na Galeria Ambiente
- 1959 - São Paulo SP - Individual, na Galeria de Arte das Folhas
- 1970 - São Paulo SP - Individual, na Galeria Documenta
- 1976 - Córdoba (Argentina) - Individual, no Museo Municipal de Bellas Artes "Dr. Genaro Pérez"
- 1976 - São Paulo SP - Individual, no Museu de Arte de São Paulo Assis Chateaubriand
- 1977 - Washington D.C. (Estados Unidos) - Individual, no Brazil-American Cultural Institute
- 1977 - Rio de Janeiro RJ - Individual, na Petite Galerie
- 1978 - Buenos Aires (Argentina) - Individual, na Galeria Ruth Benzacar
- 1978 - São Paulo SP - Individual, na Galeria Arte Global
- 1987 - São Paulo SP - Individual, na Paulo Figueiredo Galeria de Arte
- 1994 - São Paulo SP - Individual, na Pinacoteca do Estado de São Paulo
- 1994 - Rio de Janeiro RJ - Individual, no Museu de Arte Moderna do Rio de Janeiro
- 1994 - Salvador BA - Individual, no Museu de Arte Moderna da Bahia
- 1994 - São Paulo SP - Individual, no Museu de Arte Moderna de São Paulo
- 1994 - Brasília DF - Individual, no Ministério das Relações Exteriores, Palácio do ltamaraty

## Exposições coletivas
- 1953 - São Paulo SP - 2ª Bienal Internacional de São Paulo, no Pavilhão dos Estados
- 1954 - São Paulo SP - 3º Salão Paulista de Arte Moderna, na Galeria Prestes Maia
- 1955 - São Paulo SP - 3ª Bienal Internacional de São Paulo, no Pavilhão das Nações
- 1964 - São Paulo SP - Nelson Leirner e Giselda Leirner, na Galeria Solarium
- 1964 - Porto Alegre RS - Nelson Leirner e Giselda Leirner, no Museu de Arte do Rio Grande do Sul
- 1971 - São Paulo SP - 3º Panorama de Arte Atual Brasileira, no Museu de Arte Moderna
- 1977 - Washington (Estados Unidos) - The Original and its Reproduction: a Melhoramentos project, no Brazilian-American Cultural Institute
- 1977 - São Paulo SP - 9º Panorama de Arte Atual Brasileira, no Museu de Arte Moderna
- 1980 - São Paulo SP - 12º Panorama de Arte Atual Brasileira, no Museu de Arte Moderna
- 1984 - São Paulo SP - Tradição e Ruptura: síntese de arte e cultura brasileiras, na Fundação Bienal
- 1993 - São Paulo SP - Obras para Ilustração do Suplemento Literário: 1956-1967, no Museu de Arte Moderna
- 1994 - São Paulo SP - Bandeiras: 60 artistas homenageiam os 60 anos da USP, no Museu de Arte Contemporânea da Universidade de São Paulo
- 1996 - São Paulo SP - Bandeiras, na Galeria de Arte do Sesi
- 1996 - São Paulo SP - 4º Studio Unesp Sesc Senai de Tecnologias de Imagens, no Serviço Social do Comércio

## Livros
- A Filha de Kafka contos, Ed. Massao Hono, Brasil
- La Fille de Kafka, Ed.Joelle  Loesfeld , Gallimard, França (tradução Monique Le Moing)
- Nas Aguas do mesmo Rio, romance, Ateliê Editora [2]
- "O Nono Mês " romance, EDITORA PERSPECTIVA
- " Naufrágios" Contos, EDITORA 34